# Vieux-Moulin
|  | Per a altres significats, vegeu «Vieux-Moulin (Oise)». |

Vieux-Moulin és un municipi francès al departament dels Vosges i a la regió de Gran Est. L'any 2007 tenia 307 habitants.

## Demografia

### Població
El 2007 la població de fet de Vieux-Moulin era de 307 persones. Hi havia 124 famílies, de les quals 32 eren unipersonals (24 homes vivint sols i 8 dones vivint soles), 44 parelles sense fills, 44 parelles amb fills i 4 famílies monoparentals amb fills.
La població ha evolucionat segons el següent gràfic:

### Habitatges
El 2007 hi havia 157 habitatges, 124 eren l'habitatge principal de la família, 18 eren segones residències i 15 estaven desocupats. 146 eren cases i 11 eren apartaments. Dels 124 habitatges principals, 113 estaven ocupats pels seus propietaris, 9 estaven llogats i ocupats pels llogaters i 2 estaven cedits a títol gratuït; 1 tenia dues cambres, 6 en tenien tres, 40 en tenien quatre i 77 en tenien cinc o més. 98 habitatges disposaven pel capbaix d'una plaça de pàrquing. A 57 habitatges hi havia un automòbil i a 56 n'hi havia dos o més.

### Piràmide de població
La piràmide de població per edats i sexe el 2009 era:
| Homes | Edats   | Dones |
| ----- | ------- | ----- |
| 0     | 95 o +  | 0     |
| 0     | 90 a 94 | 0     |
| 0     | 85 a 89 | 0     |
| 4     | 80 a 84 | 4     |
| 12    | 75 a 79 | 0     |
| 16    | 70 a 74 | 12    |
| 8     | 65 a 69 | 8     |
| 8     | 60 a 64 | 0     |
| 12    | 55 a 59 | 4     |
| 12    | 50 a 54 | 8     |
| 12    | 45 a 49 | 20    |
| 12    | 40 a 44 | 8     |
| 8     | 35 a 39 | 24    |
| 8     | 30 a 34 | 0     |
| 8     | 25 a 29 | 4     |
| 8     | 20 a 24 | 8     |
| 24    | 15 a 19 | 16    |
| 24    | 10 a 14 | 12    |
| 8     | 5 a 9   | 8     |
| 0     | 0 a 4   | 0     |

## Economia
El 2007 la població en edat de treballar era de 179 persones, 135 eren actives i 44 eren inactives. De les 135 persones actives 121 estaven ocupades (64 homes i 57 dones) i 14 estaven aturades (4 homes i 10 dones). De les 44 persones inactives 25 estaven jubilades, 10 estaven estudiant i 9 estaven classificades com a «altres inactius».

### Ingressos
El 2009 a Vieux-Moulin hi havia 131 unitats fiscals que integraven 325 persones, la mediana anual d'ingressos fiscals per persona era de 16.744 €.

### Activitats econòmiques
Dels 9 establiments que hi havia el 2007, 1 era d'una empresa extractiva, 2 d'empreses de construcció, 2 d'empreses de comerç i reparació d'automòbils, 1 d'una empresa financera, 2 d'empreses de serveis i 1 d'una empresa classificada com a «altres activitats de serveis».
Dels 4 establiments de servei als particulars que hi havia el 2009, 1 era un taller de reparació d'automòbils i de material agrícola, 2 paletes i 1 saló de bellesa.
L'any 2000 a Vieux-Moulin hi havia 6 explotacions agrícoles.

## Poblacions properes
El següent diagrama mostra les poblacions més properes.